# Фелин, Ирис
Ирис Фелин (итал. Iris Felyne и итал. Iris Felyne Gandolfi, урождённая Эрна Осиповна Блиндерман, в замужестве Гандольфи; 7 июля 1906, Цюрих — 1988, Италия) — итальянская переводчица художественной прозы с русского языка, драматург.

## Биография
Родилась в Цюрихе в семье литераторов Осипа Абрамовича Блиндермана, известного под литературным псевдонимом Осип Фелин, и Фанни (Фелии) Яковлевны Розенберг, известной под псевдонимом Лия Неанова. Племянница актрисы Марии Орской. В 1915—1916 годах жила с родителями в Вадо-Лигуре, с января 1917 года — в Риме, с 1925 года — в Милане и с октября 1938 года — в Генуе. В 1929—1930 годах вместе с отцом работала корреспондентом в советском торгпредстве в Милане.
Переводила классическую и современную русскую прозу на итальянский язык, в том числе в сотрудничестве с матерью. Среди изданных отдельными книгами переводов — Фёдор Достоевский, Аркадий Аверченко, Илья Эренбург, Иван Шмелёв, Пантелеймон Романов, Николай Никитин. Её пьеса «Fiaba novecento» была поставлена 12 октября 1934 года, одноактная драма «L'ignota» была опубликована в 1931 году. Отдельным изданием вышла её книга «Мельница в Дельфте» (дневник одной поездки, 1958).
Среди драматических публикаций — пьесы «In nome dell'amore: un atto brillante», «La signorina Lievito: commedia in tre atti» и «Anna Karenina: riduzione teatrale» (последние две в соавторстве с матерью), «L'ignota: riduzione teatrale» (по А. М. Фёдорову), перевод пьесы А. В. Луначарского «La bacchetta di babilonia: commedia in un atto».
Была замужем за поэтом и переводчиком русской поэзии Джованни Гандольфи (итал. Giovanni Gandolfi, 1868—1946).

## Публикации
Iris Felyne Gandolfi, Il mulino di Delft (diario di un viaggio), presentazione del J. J. Poelhekke; prefazione di Renzo U. Montini. Roma: Olympia, 1958.

## Переводы
- Arcadio Avercenko, Macchie di sole, versione dal russo di Iris Felyne. Milano: Alpes, 1927.
- Fiodor Dostojewskiy, Un brutto aneddoto, traduzione di Iris Felyne. Milano: Edizioni Maia, 1929.
- Arcadio Avercenko, La burla del mecenate, traduzione integrale dal russo autorizzata dagli eredi di Iris Felyne. Milano: Corbaccio, 1929.
- Elia Ehrenburg, 13 pipe, traduzione integrale dal russo autorizzata dall'A. di Iris Felyne. Milano: Corbaccio, 1930.
- I. S. Smelev, I racconti. Mary. Il mio marte, Traduzione dal russo di Iris Felyne. Milano: Bietti, 1932.
- I. S. Smelev, Calice inconsumabile, Romanzo, traduzione dal russo di Iris Felyne. Milano: Bietti, 1932.
- Panteleimon Romanov, Tre paia di calze di seta, traduzione di Lia Neanova e Iris Felyne unica autorizzata. Milano: Bietti, 1933.
- Nicola Nikitin, La spia bianca, traduzione dal russo di Iris Felyne. Milano: Corbaccio, 1933.
- Ilja Ehrenburg, Nel vicolo Protocny: romanzo, traduzione dal russo di Iris Felyne. Milano: Dall'Oglio, 1963.
- Arkadij Avercenko, Macchie di sole, trad. di Iris Felyne, nota di Dino Bernardini. Roma: Curcio, 1979.

## Галерея
- Фотопортрет работы Эмилио Соммаривы I (1936)
- Фотопортрет работы Эмилио Соммаривы II (1936)
- Фотопортрет работы Эмилио Соммаривы III (1936)